# Nueva Extremadura
Nueva Extremadura fue un término surgido durante la Conquista española de América y asignado a tres diferentes jurisdicciones americanas: dos en la parte sudoccidental y septentrional de América del Sur, que posteriormente se llamaron Chile y Guayana, respectivamente, en el Virreinato del Perú; y una en América del Norte, que con el tiempo pasó a llamarse Coahuila y Texas, en el Virreinato de Nueva España.
Su nombre aludía a Extremadura, entidad territorial en la península ibérica perteneciente a la Monarquía Hispánica.

## Antiguas toponimias

### Sudamérica

#### Nombre primigenio de Chile
En la época de la conquista de Sudamérica, la «tierra de Nueva Extremadura» o bien «Nuevo Extremo» fue el nombre español dado a aquella región «más allá del lago Titicaca» y de la Gobernación de Nueva Toledo; su capital fue fundada el 12 de febrero de 1541 como Santiago de Nueva Extremadura por el conquistador extremeño Pedro de Valdivia.
Debido a lo anterior, la llamada Capitanía general de Chile fue conocida como «Reino de Nueva Extremadura», como aparece en las actas del Cabildo de Santiago y en documentos oficiales; sin embargo, tal denominación no prevaleció, siendo reemplazada por «Reino de Chile». Durante la época colonial, este territorio fue conocido en España y en el Virreinato del Perú como «Chile», topónimo de origen discutido.

#### Nombre primigenio de Guayana
La «Gobernación de la Nueva Extremadura» era el territorio que ocupaba casi la mitad norte de América del Sur, desde las riberas del Orinoco hasta las del Amazonas, que más tarde pasó a llamarse Provincia de Guayana (1585-1864).
Tanto el Archivo Histórico Nacional como el Archivo General de Indias conservan numerosos documentos por los que se conceden diversos tipos de licencias en relación con pases, navíos, repartimientos, etc. Como ejemplo se encuentra la real cédula del 10 de diciembre de 1568 en la que se cita: «Se leyó en el Ayuntamiento una Real Cédula, referente a la conquista hecha por don Pedro Maraver de Silva, de una parte de las Indias, que llamó Nueva Extremadura, al efecto de obtener gente para dicha provincia».

### Norteamérica
Se llamó Nueva Extremadura a una región ubicada en el norte del Virreinato de Nueva España que comprendía el actual Coahuila y la que fuera la provincia de Texas (también denominada Nueva Filipinas) en época española. De 1691 a 1722 fueron gobernadas conjuntamente desde Santiago de la Monclova, en el centro geográfico de Coahuila.
En el siglo XIX correspondió prácticamente a Coahuila y Texas, uno de los 19 estados mexicanos durante la Primera República Federal, y pequeñas zonas limítrofes del actual Nuevo León. Después el territorio fue conocido como Provincia de Coahuila.